# San Lorenzo, Xicotepec
San Lorenzo är en ort i Mexiko.   Den ligger i kommunen Xicotepec och delstaten Puebla, i den sydöstra delen av landet, 160 km nordost om huvudstaden Mexico City. San Lorenzo ligger 821 meter över havet och antalet invånare är 1 095.
Terrängen runt San Lorenzo är lite bergig. Runt San Lorenzo är det tätbefolkat, med 297 invånare per kvadratkilometer. Närmaste större samhälle är Xicotepec de Juárez, 8,7 km söder om San Lorenzo. I omgivningarna runt San Lorenzo växer huvudsakligen savannskog.